# Rejeição de Jesus

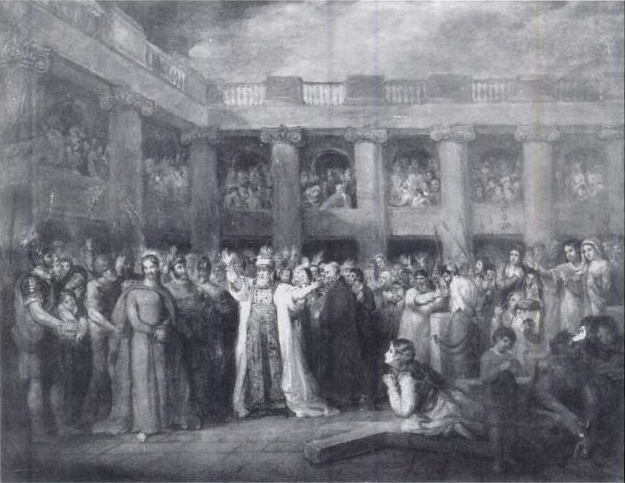
Cristo rejeitado.
1822. Por William Dunlap, atualmente na Universidade de Princeton.

Os evangelhos canônicos do Novo Testamento incluem alguns relatos de rejeição a Jesus durante o seu ministério. Jesus no judaísmo e o ponto de vista do Jesus histórico são formas diferentes de abordar o assunto e diferem de Jesus no cristianismo. Este artigo trata da rejeição nos evangelhos.

## Rejeição em sua cidade natal
Em um relato preservado nos evangelhos sinóticos (Marcos 6:1–6, Mateus 13:54–58 e Lucas 4:16–30), Jesus foi fortemente rejeitado pela população de sua cidade natal, que Lucas especifica como sendo Nazaré. Este incidente ocorro logo após a Tentação de Jesus no deserto da Judeia.
De acordo com os sinóticos, logo após Jesus ter iniciado o seu ministério - e antes da morte de João Batista -, ele retornou para a sua cidade natal. Ele aparece entrando numa sinagoga durante o sabbath para pregar. Lucas afirma que Jesus realizou uma leitura das escrituras e em seguida alegou ser a realização da profecia contida em Isaías 61:1–2, enquanto que os demais evangelhos não citam este detalhe. Todos eles descrevem o público questionando negativamente a origem de seus ensinamentos (veja também Marcos 3) e o criticando por ser apenas um carpinteiro (em Marcos) ou o filho de um (em Mateus).
Em Mateus e em Marcos, o público também aparece se referindo a Jesus como sendo o irmão de Tiago, Simão, José e Judas - veja Irmãos de Jesus - (em Marcos também aparecem citadas, mas não nomeadas, as irmãs de Jesus) como se eles fossem apenas pessoas ordinárias na cidade, criticando Jesus por seu comportamento diferente.
Segundo os evangelhos, Jesus então rebate os argumentos (em variações do mesmo argumento em cada evangelho): «Um profeta não deixa de receber honra, senão na sua terra e na sua casa.» (Mateus 13:57). Esta frase é referenciada em João 4:44.
Mateus afirma que Jesus não fizera muitos milagres por causa da "falta de fé deles". Em uma passagem similar, Marcos afirma que Jesus não foi capaz de realizar nenhum milagre ali, exceto a cura de uns poucos doentes. Lucas acrescenta que Jesus recontou a história sobre como, durante o tempo de Elias, apenas uma mulher de Sídon fora salva e como, durante a época de Eliseu, embora houvesse muitos leprosos em Israel, apenas uma síria havia sido purificada. Isto, de acordo com Lucas 4:29, fez com que Jesus fosse atacado e perseguido até o topo de uma colina, de onde se pretendia atirá-lo. Ele conseguiu, contudo, fugir.  Alguns acadêmicos concluem que a acuracidade da versão de Lucas é questionável, em particular neste caso, justamente por não haver "colinas" em Nazaré.
A visão negativa da família de Jesus também pode estar relacionada ao conflito entre Paulo de Tarso e os judeo-cristãos. Wilson (1992) apresentou a hipótese de que a relação negativa entre Jesus e sua família foi colocada nos evangelhos (especialmente em Marcos, por exemplo, Marcos 3:20–21, Marcos 3:31–35) para dissuadir os primeiros cristãos sobre seguir o culto a Jesus que era administrado pela família d'Ele. Wilson diz: "...não seria surpreendente se outros setores da Igreja, particularmente os gentios, gostassem de contar histórias sobre Jesus como um homem que não havia obtido a simpatia e nem o apoio de sua família (p. 86)". Butz (2005) é mais sucinto: "...na época em que Marcos estava escrevendo, no final da década de 60, as igrejas gentias fora de Israel estavam começando a ressentir a autoridade exercida em Jerusalém, onde Tiago, irmão de Jesus, e os apóstolos eram os líderes, provendo assim um motivo para a atitude contra a família de Jesus em Marcos... (p. 44)". Outros proeminentes acadêmicos concordam (vide por exemplo Crossan, 1973; Mack, 1988; Painter. 1999).".

## Rejeição dos construtores
Mateus 21:42, Atos 4:11 e Marcos 12:10 citam Jesus como sendo uma pedra (utilizada numa construção) que foi rejeitada pelos construtores. I Pedro 2:7 discute esta rejeição. Teólogos sugerem que o objetivo de Jesus não era se diminuir por ter sido rejeitado e sim diminuir os que o rejeitaram. A "pedra que os edificadores rejeitaram" também é citada em Salmos 118:22, que tem inclusive a mesma escolha de palavras e aparece no contexto do supersessionismo (a "teologia da substituição", que prega que os Evangelhos vieram para substituir as antigas Escrituras judaicas).

## Corazim, Betsaida e Cafarnaum
De acordo com Mateus 11:21–24 e Lucas 10:13–15, as vilas galileias de Corazim, Betsaida e Cafarnaum não se arrependeram em resposta aos ensinamentos de Jesus e, por isso, Ele declarou a sua danação para o Hades. Segundo Mateus:
| “ | «Ai de ti, Corazim! ai de ti, Betsaida! porque se em Tiro e em Sidom se tivessem operados os milagres que em vós se fizeram, há muito elas se teriam arrependido em saco e em cinza. Eu vos digo, contudo, que no dia de juízo haverá menos rigor para Tiro e Sidom, do que para vós. Tu, Cafarnaum, elevar-te-ás, porventura, até o céu? descerás até o Hades; porque se em Sodoma se tivessem operado os milagres que em ti se fizeram, ela teria permanecido até o dia de hoje. Eu vos digo, contudo, que menos rigor haverá no dia de juízo para a terra de Sodoma, do que para ti.» (Mateus 11:21–23) | ” |

## Mal recebido em uma vila samaritana
De acordo com Lucas 9:51–56, quando Jesus entrou em uma vila samaritana, ele não foi bem recebido por estar indo em direção a Jerusalém (havia uma grande rixa entre os judeus, com seu Templo de Jerusalém, e os samaritanos, com seu templo no Monte Gerizim). Os discípulos de Jesus queriam invocar o fogo do céu sobre a vila, mas Jesus os repreendeu e eles continuaram a viagem até a vila seguinte.

## Muitos discípulos partiram
João 6:60–66 relata que muitos discípulos abandonaram Jesus após ele ter dito que aqueles que comerem do seu corpo e beberem do seu sangue permaneceriam com ele e teriam a vida eterna (João 6:48–59). Em João 6:67–71, Jesus pergunta aos apóstolos se eles também desejam partir, mas Pedro responde que eles se tornaram crentes.

## Julgamento no Sinédrio
Após o incidente com os cambistas no Templo, Jesus foi preso e enviado para o Sinédrio, que rejeitou seu apelo e o enviou para Pôncio Pilatos (ver Corte de Pilatos) para que fosse condenado à morte (os judeus não tinham o direito de condenar a morte após a conquista romana).